# Wegneria subtilis
Wegneria subtilis är en fjärilsart som beskrevs av Diakonoff 1955. Wegneria subtilis ingår i släktet Wegneria och familjen äkta malar. Inga underarter finns listade i Catalogue of Life.